# Lincoln University (Missouri)
Die Lincoln University (LU) ist eine ursprünglich für Afroamerikaner gegründete Universität in Jefferson City, Missouri.

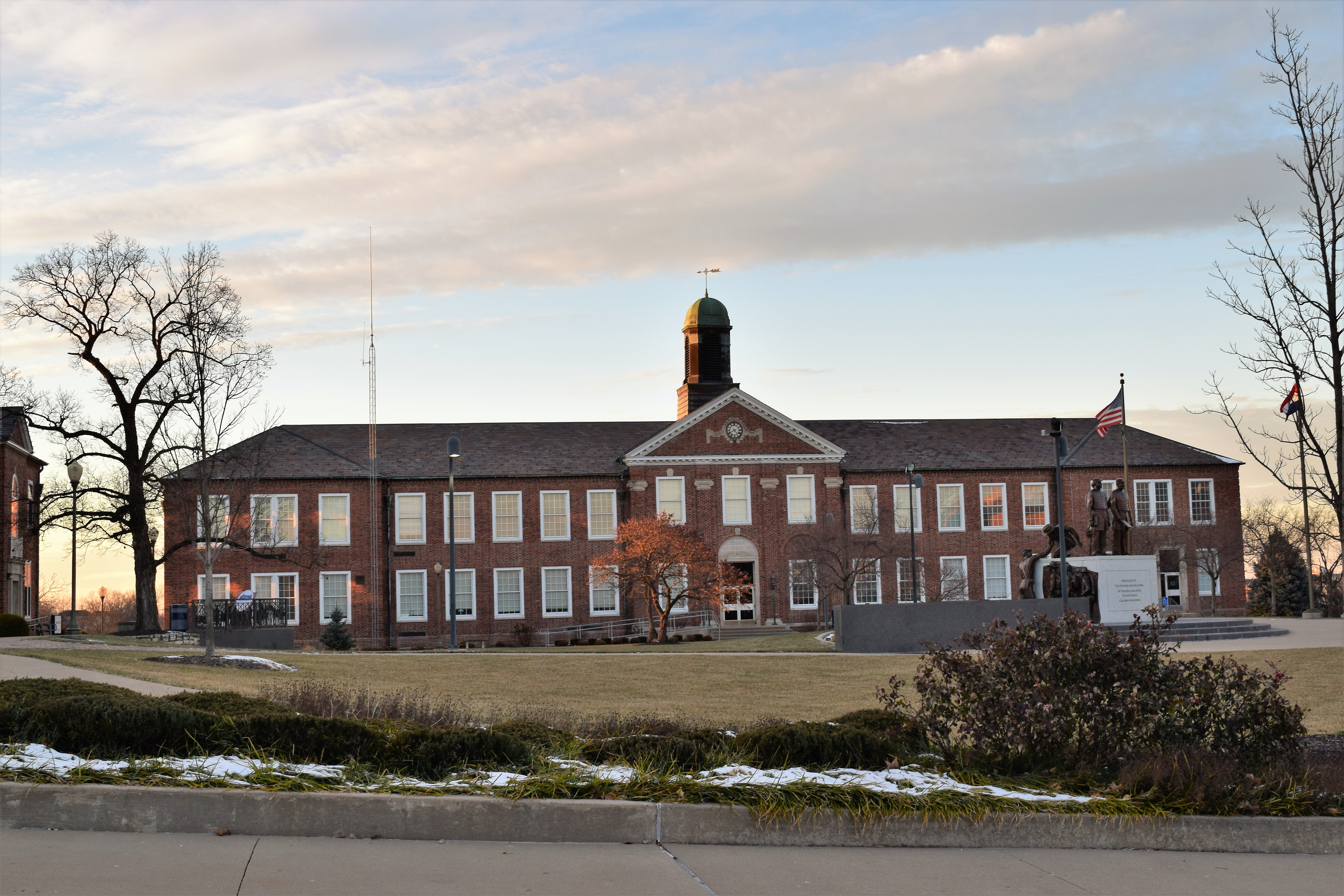
Young Hall, Lincoln University

## Geschichte
Gegründet wurde die Universität 1866, kurz nach Ende des Bürgerkriegs, unter dem Namen Lincoln Institute von Mitgliedern der rein afroamerikanischen 62sten und 65sten Infanterieregimente. Das Ziel war, Schwarzen in den Südstaaten eine akademische wie auch praktische Ausbildung zu ermöglichen. Das Institut vertrat dabei schon früh Prinzipien, die später traditionsbildend vom Tuskegee Institute unter Booker T. Washington verbreitet werden sollten.
1921 wurde die Schule vom Bundesstaat Missouri offiziell als Universität anerkannt und erhielt ihren aktuellen Namen. Seit 1954 steht die Universität Studenten aller Ethnien offen.

## Fakultäten
Wie in den Vereinigten Staaten üblich ist die Universität in School's und Department's gegliedert.
- College of Business and Professional Studies
  - Department of Business and Economics
  - Department of Military Science
  - Department of Nursing Science
- College of Liberal Arts, Education and Journalism
  - Department of Education
  - Department of Fine Arts, Communications and Journalism
  - Department of Languages, Literature and Philosophy
  - Department of Social and Behavioral Sciences
- College of Natural Science, Mathematics and Technology, Cooperative Extension and Research
  - Department of Agriculture, Biology, Chemistry and Physics
  - Department of Computer Science, Mathematics and Technology
- School of Graduate Studies and Continuing Education

## Persönlichkeiten

### Dozenten
- Robert Nathaniel Dett (1882–1943), Komponist
- Althea Gibson (1927–2003), Tennisspielerin, Sportausbilderin in den frühen 1950er Jahren
- Walter Richard Talbot (1909–1977), Mathematiker und Hochschullehrer

### Absolventen
- Julius Hemphill (1938–1995), Jazz-Musiker
- John Hicks (1941–2006), Jazz-Pianist
- Oliver Lake (* 1942), Jazz-Saxophonist und Komponist
- Herbert Simmons (* 1930 oder 1931), Schriftsteller